# Rock Hill, New York
Rock Hill är en ort i Sullivan County i delstaten New York, USA.